# Mestres Pies de la Dolorosa
Les Mestres Pies de la Dolorosa, en llatí Congregatio Magistrarum Piarum a Beata Maria Virgine Perdolente, són un institut religiós femení de dret pontifici, concretament una congregació religiosa les germanes de la qual posposen al seu nom les sigles M.P.d.A.

## Història
Els orígens de la congregació es remunten a la fundació d'un institut per a l'educació de les noies en 1818, per obra del sacerdot Giacomo Gabellini a Coriano. El prevere va cridar Prudenza Uccellini per ocupar-se de l'educació de les nenes i van fer una casa, una escola i un lloc d'esbarjo. En morir Uccellini, la gestió de l'obra passà a un grup de religioses de clausura que, en haver estat supresos els ordes religiosos en 1810, havien estat exclaustrades. Les dirigia l'antiga clarissa Agnese Fattiboni de Cesena, que va intentar que s'ocupés de la casa la nova congregació de les Filles de la Caritat Canossianes, però les gestions amb Maddalena di Canossa no van reeixir.
El 1828, prengué la direcció de l'escola Maria Elisabetta Renzi (1786-1859), que ja hi treballava de feia quatre anys. El 10 de desembre de 1830, Marco Antonio Zollio, bisbe de Rimini, va donar a la comunitat les regles de les Mestres Pies Filipines de Roma, que havien estat aprovades per Climent XI, i el nom de Mestes Pies de la Dolorosa. En poc temps, van obrir noves cases a Sogliano al Rubicone, Roncofreddo, Faenza, Savignano sul Rubicone, Cotignola i Mondaino. En fracassar un nou intent d'unificació, ara amb les Mestres Pies de Roma, Renzi va considerar que l'única manera de garantir l'estabilitat i el futur de la fundació era la creació d'una congregació que se n'ocupés.
El 12 de gener de 1838 va presentar el seu projecte al bisbe de Rimini Francesco Gentilini, que l'aprovà el 22 d'agost de 1839 amb el nom de Congregació de les Mestres Pies de la Dolorosa, dedicada a l'educació integral de les noies. El 29 d'agost Renzi i deu companyes van prendre'n l'hàbit a Coriano. Obtingué el decretum laudis pontifici el 25 de març de 1902 i les constitucions se n'aprovaren definitivament el 14 de desembre de 1902. El 1934, i novament el 12 de febrer de 1964, les Mestres Pies van ésser agregades a l'Orde dels Servents de Maria.
La primera casa fora d'Itàlia s'obrí el 1947 a Louisiana.

## Activitat i difusió
Les Mestres Pies de la Dolorosa es dediquen a la instrucció i educació dels nens i joves, i també en terres de missió.
Són presents a Itàlia, Brasil, Mèxic, Estats Units, Bangladesh i Zimbàbue;
Al final de 2008 la congregació tenia 300 religioses en 51 cases.